# Assedio di Kerak
L'assedio di Kerak ebbe luogo nel novembre del 1183 e vide i Crociati respingere le truppe assedianti del Saladino.

## Antefatto
Kerak era una fortezza crociata eretta intorno al 1142 da Pagano il Coppiere, signore di Montreal, ed entrata nei possessi di Rinaldo di Châtillon, signore dell'Oltregiordano, nel 1176, in seguito al suo matrimonio con Stefania de Milly. In questi anni i rapporti tra cristiani e musulmani andarono migliorando grazie all'opera di pacificazione di Baldovino IV, il re lebbroso, che strinse col Saladino una serie di tregue con le quali sperava di assicurare stabilità al regno.
I fragili equilibri fra le due fazioni vennero ripetutamente messi a repentaglio dalle azioni provocatorie di Rinaldo di Chatillon, che culminarono nel 1183 in una spedizione lungo le coste del Mar Rosso durante la quale occupò Elyn ed avviò incursioni nella regione di Medina. La preoccupazione del mondo musulmano crebbe, poiché si temeva che Rinaldo di Chatillon volesse attaccare la tomba del Maometto. Il fratello di Saladino e suo reggente in Egitto, Malik al-Adil, inviò una propria flotta che sbaragliò le navi corsare, costringendo Rinaldo alla ritirata entro le mura di Kerak. Qui, a novembre dello stesso anno, giunse Saladino, a capo di un esercito di circa 22 000 uomini, con l'intenzione di punire l'arroganza di Rinaldo.

## L'assedio
I musulmani, che avevano tentato già più volte di conquistare il castello di Kerak, dispiegarono in questa circostanza una tale forza d'attacco da mettere seriamente in difficoltà le difese della fortezza. Il giorno stesso dell'arrivo dell'armata assediante, all'interno del castello furono celebrate le nozze fra Umfredo IV di Toron, figliastro ed erede di Rinaldo, e la principessa Isabella, sorellastra del re. Saputo del matrimonio reale, Saladino diede ordine ai suoi di risparmiare dai bombardamenti l'ala in cui risiedevano i due giovani sposi, accettando i doni di Stefania di Milly che gli inviava sul campo la sua parte del banchetto.
Baldovino IV marciò immediatamente con un esercito di soccorso, accompagnato dal suo reggente Raimondo III di Tripoli, dal patriarca di Gerusalemme Eraclio e dalla Santa Croce. Malgrado le sue gravi condizioni di salute, il sovrano era convinto di dover intervenire di persona per frenare l'aggressione di Saladino ed evitare che la pace venisse compromessa. La difesa del regno lo costringeva a mettere momentaneamente da parte la collera che nutriva nei confronti di Rinaldo, che adesso necessitava del suo aiuto. Durante il viaggio il sovrano fu trasportato in lettiga, poiché la malattia non gli consentiva più di spostarsi a cavallo.
All'arrivo dell'armata del re, Saladino diede l'ordine di togliere l'assedio e cercò di attirare l'esercito nemico su un terreno più favorevole, ma Raimondo di Tripoli evitò di cadere nella trappola. L'intervento di Baldovino risultò salvifico: Saladino acconsentì a lasciare il campo e a ritirarsi nei suoi territori. Questo fu l'ultimo faccia a faccia tra i due grandi rivali.

## Conseguenze
La mancata conquista di Kerak da parte dei musulmani fu un risultato importante per i cristiani, che poterono così prolungare la sopravvivenza del loro regno. Dopo la caduta di Gerusalemme nel 1187 la fortezza rimase ancora a lungo sotto il controllo cristiano, per poi cadere nelle mani dei musulmani nel 1263.

## Cinema
L'assedio di Kerak è rievocato nel film Le crociate - Kingdom of Heaven del 2005, nel quale viene inscenato un immaginario colloquio fra Baldovino IV di Gerusalemme e il Saladino che permette al re di salvare il castello senza ingaggiare battaglia. Allontanatisi gli assedianti, il re umilia e percuote Rinaldo di Chatillon davanti alla corte e agli ufficiali dell'esercito, dando l'ultima dimostrazione della sua ferma autorità, non compromessa dallo stato avanzato della malattia.